# Nozomi Komuro
Nozomi Komuro (小室 希, Komuro Nozomi), née le 29 mai 1985, est une skeletoneuse japonaise. Dans sa carrière, elle a connu deux sélections pour les Jeux olympiques en 2010 où elle est disqualifiée et en 2014. Aux Championnats du monde, sa meilleure performance est une douzième place en 2009 à Lake Placid, enfin en Coupe du monde, dans laquelle elle est active depuis la saison 2006-2007, elle s'est classée au mieux quatrième lors d'une épreuve, c'était à Lake Placid en décembre 2010 et son meilleur classement général est une dixième position en 2010-2011.